# Василий Константинович (князь галицкий)
Василий Константинович (ум. 1310) — удельный князь Галицко-Дмитровского княжества. 

## Биография
Сын Константина Ярославича, первого князя Галицко-Дмитровского княжества. Внук великого князя Владимирского Ярослава Всеволодовича.
После смерти отца в 1255 году Галич и Дмитров достались его брату Давыду Константиновичу, а после смерти Давыда в 1280 году князем Галича стал Василий Константинович, где и княжил до своей смерти в 1310 году.

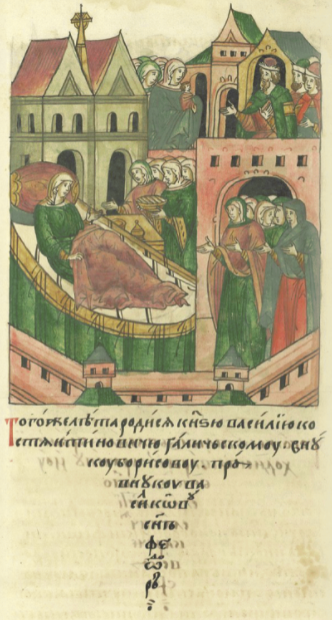
В том же году родился у князя Василия Константиновича Галичского, внука Борисова, правнука Василькова, сын Феодор.

После него Галицкое княжество досталось сыну Давыда Константиновича — Фёдору Давыдовичу (ум. 1335).